# Gabriel Rosado
Gabriel "Gabe" Rosado (født 14. januar 1986) er en amerikansk professionel bokser, der har udfordret to gange om en mellemvægt-verdensmesterskabstitel i 2013. Rosado er fra Philadelphia, Pennsylvania, og er en del af byens store Puerto Ricanske samfund. Han har tabt til bemærkelsesværdige navne som Gennady Golovkin, Peter Quillin, Jermell Charlo, David Lemieux, Willie Monroe Jr. og Martin Murray.

## Amatørkarriere
Rosado's amatørrekord var 8-3. 

## Filmkarriere
I 2015 havde han en rolle som bokseren Leo 'The Lion' Sporino i spillefilmen Creed med Michael B. Jordan og Sylvester Stallone i hovedrollerne.